# Muddus (rivier)
Muddus, Muddusälven of Muddusjåkka, is een rivier annex beek in Zweden. De Muddus stroomt door de gemeenten Kiruna en Jokkmokk, komt uit een moeras ten westen van Gällivare, kruist de Europese weg 45, komt door het meer Stuor Muddus, stroomt naar het zuiden het nationale park Muddus in, komt door het Muddusjaure en stroomt bij Skaite de Grote Lule in. Er ligt net voordat de Muddus de Lule instroomt een waterval van 40 meter in de rivier, de Muddus-kårso. De Muddus  is 53,8 kilometer lang en heeft een stroomgebied van ongeveer 500 km².
Afwatering: Muddus → Grote Lule → Lule → Botnische Golf

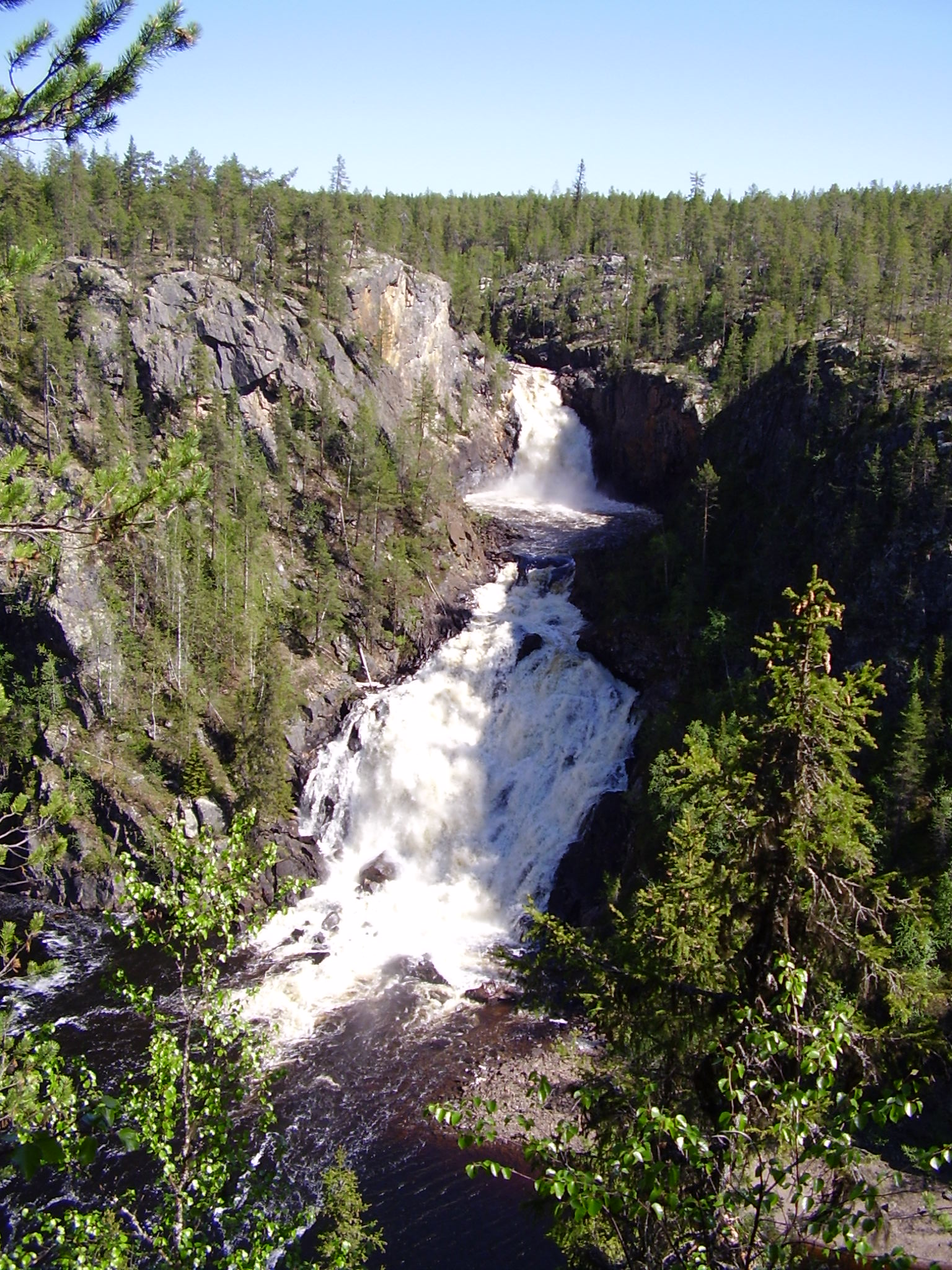
Muddus waterval